# La fuga (sèrie de televisió)
La fuga (literalment La fuita) és una sèrie de televisió espanyola de ficció futurista, produïda per BocaBoca i emesa a Telecinco des de l'11 de gener fins al 4 d'abril de 2012. Està ambientada a mitjan segle xxi i és la segona gran aposta de Telecinco, que combina el thriller romàntic amb la ficció i que compta amb una història d'amor sorgida dins de la presó. Així, la cadena va fitxar els principals protagonistes de la nova sèrie: Aitor Luna i María Valverde. Tot i aquest salt, és una sèrie de tall realista i no de ciència-ficció.

## Argument
En un futur no gaire llunyà, les reserves de petroli estan gairebé esgotades i la seva extracció no és rendible la qual cosa provoca una crisi econòmica mundial amb una creixent inestabilitat entre la població. El Govern pren les mesures oportunes davant els fets, però això fa sorgir nous moviments de resistència que l'organització francesa intenta limitar.
Daniel (Aitor Luna), un dels líders que milita en un moviment revolucionari de la resistència, va ser perseguit i empresonat durant cinc anys a la Torre, una presó situada en alta mar, per enfrontar-se al Govern en el moment inicial. Anna (María Valverde), la seva dona, disposada a tot per treure'l d'allà intentarà ajudar a escapar fent-se passar per una funcionària, obté una plaça en el Cos de Funcionaris de Presons i aconsegueix una destinació a la Torre, però en el seu pla trobarà tot tipus d'imprevistos i patiran accidents que posaran en greu risc les seves vides.

## Repartiment
- Anna Serra: María Valverde
- Daniel Ochoa: Aitor Luna
- Miquel Reverte: Asier Etxeandía
- Doctora Marta Romero: Marian Álvarez
- Álvaro Vidal: Patxi Freytez
- Dulce María Haskins: Laura Sánchez
- Enrique Graus: Luis Iglesia
- Julia «Jota» Molina: María Vázquez
- Greta Secher: Laura Domínguez
- Leo Alández: Emilio Buale
- Ander Echegui: Jimmy Castro
- Marla Suárez: Jennifer Rope
- Roma: Nieves Soria
- Paly Kovalsky: Jero García
- Robi Gàbia: Benito Sagredo
- Rasta: Jordi Vilches
- Taku: Alberto Jo Lee
- Jorge Albo "Tyson": Manolo Martínez
- Luz: Candela Márquez
- Jesús Guerrero: Paco Manzanedo
- Inés Muñoz: Marta Gutiérrez-Abad
- Santos Salgado: Ramiro Blas

## Equip tècnic
Al capdavant de l'equip tècnic hi ha: Antonio Hernández, director; Nacho Faerna, guionista i creador executiu; Benjamín Fernández, director d'art; Joaquín Górriz, productor executiu; Bina Daileger, encarregada de vestuari i Javier Salmones al capdavant de la direcció de fotografia.

## Història
Telecinco va decidir seguir endavant amb la sèrie a principi de març de 2011, després d'haver paralitzat el setembre de l'any anterior per ara tornar a ser rescatat amb Aitor Luna com a protagonista. Tal com va escriure Isabel Gallo a El País, Aitor Luna juntament amb María Valverde seran els protagonistes de la sèrie futurista de Telecinco i donarà vida a Daniel, un dels líders de la resistència que s'enfrontarà al Govern de l'any 2055. L'actor, que ja ha format part en diversos projectes del món televisiu, se suma a 2055 gràcies al seu paper de Montoya a Los hombres de Paco (Antena 3) i Raúl Cortázar a Gran reserva (Televisió Espanyola).
Des de llavors, la ficció de Telecinco va patir un canvi d'última hora i es va sumar a la llarga llista de modificacions que van portar l'equip a paralitzar el projecte des del principi. La idea futurista que es plantejava sobre la sèrie va perdre força mentre avançaven els enregistraments. Així, l'equip de la sèrie va optar per canviar el nom 2055 en La fuga. El rodatge de la primera temporada de La fuga va començar a mitjans de juliol de 2011 i va finalitzar els enregistraments a finals de gener de 2012. La primera temporada consta de dotze capítols en alta definició, d'una durada aproximada de 80 minuts per capítol.
El 28 de novembre de 2011, el grup Mediaset presentar mitjançant roda de premsa la nova ficció de drama carcerari i basat en el futur amb els protagonistes de la sèrie, entre ells, van acudir María Valverde i Aitor Luna. Mesos després, concretament el 9 gener 2011, Telecinco va penjar a la seva pàgina web un avanç amb els quatre primers minuts de la sèrie carcerària que estrenaria el dimecres 11 de gener, i que protagonitza la parella formada per Aitor Luna i María Valverde, entre d'altres. A l'avanç es va poder veure Daniel i Anna vivint un dels seus últims moments junts veient-se obligats a separar-se per una detenció i sent transportats a una estació petrolífera.
La fuga, protagonitzada per Aitor Luna i María Valverde, va ser estrenada amb gran èxit en la nit de dimecres de l'11 de gener de 2012, a les 22:30 hores. El serial carcerari de Telecinco va obtenir en la seva estrena una quota del 16,9% amb més de 3,1 milions d'espectadors. Va comptar a més amb el suport de l'audiència en les xarxes socials, ja que, no havien passat ni deu minuts del començament de la sèrie, que va aconseguir el primer lloc dels trending topic a Twitter, sent a més un dels temes més comentats a tot el món. Setmanes després de la seva estrena a Telecinco, el canal temàtic de ficció del grup, Factoría de Ficción, va reemetre el 24 gener 2012 els dos primers episodis de la sèrie.
Després de l'emissió dels primers quatre episodis en la nit dels dimecres i les discretes dades d'audiència, Telecinco va fer una estratègia en la seva programació i va decidir paralitzar el cinquè capítol per emetre Tú sí que vales!. Després d'una setmana sense emissió, La fuga va tornar a la seva programació regular però amb un canvi d'horari. Des del 14 de febrer de 2012, la sèrie de tall futurista de BocaBoca va ser emesa en la nit dels dimarts. Dues setmanes després d'anunciar que La fuga passaria a emetre's la nit dels dimarts, el 28 de febrer diversos portals d'Internet van anunciar que la sèrie tornaria de nou al prime time dels dimecres i es passaria el talent show Tú sí que vales! a la nit dels dimarts, en aquest cas, amb una nova edició.

## Rodatge
La sèrie La fuga es grava en un plató de 3.000 metres quadrats en què s'han construït els escenaris de la presó: cel·les de càstig, pati, menjador, dutxes, galeries, sales comuns i canonades per les que intentaran escapar els presoners. La fuga és una sèrie d'acció i suspens, amb grans dosis de dramatisme. Alguns dels decorats d'aquest projecte estan impregnats per un ambient claustrofòbic en moltes de les trames.

## Episodis
| #  | Títol                    | Data d'emissió       | Espectadors i quota |
| -- | ------------------------ | -------------------- | ------------------- |
| 1  | «Anna y Daniel»          | 11 de gener de 2012  | 3 162 000 - 16,9%   |
| 2  | «Entre nosotras»         | 18 de gener de 2012  | 2 448 000 - 14,5%   |
| 3  | «Dos de junio»           | 25 de gener de 2012  | 2 267 000 - 13,0%   |
| 4  | «Nada podrá separarnos»  | 1 de febrer de 2012  | 2 131 000 - 11,5%   |
| 5  | «Al otro lado»           | 14 de febrer de 2012 | 2 002 000 - 10,6%   |
| 6  | «Juntos hasta la muerte» | 21 de febrer de 2012 | 1 815 000 - 10,3%   |
| 7  | «El punto débil»         | 28 de febrer de 2012 | 1 554 000 - 11,3%   |
| 8  | «Betsy»                  | 7 de març de 2012    | 1 465 000 - 10,8%   |
| 9  | «Miedo a la oscuridad»   | 14 de març de 2012   | 1 674 000 - 9,4%    |
| 10 | «Sacrificio»             | 21 de març de 2012   | 1 550 000 - 8,5%    |
| 11 | «Sin ti»                 | 28 de març de 2012   | 1 669 000 - 8,6%    |
| 12 | «En otro lugar»          | 4 d'abril de 2012    | 1 643 000 - 10,4%   |

Telecinco va emetre el dimecres 4 d'abril de 2012 l'últim capítol de la sèrie carcerària, un episodi que va tancar la seva primera i única temporada amb una audiència de 10,4% i 1,6 milions de seguidors. Malgrat el seu debut en l'estrena del primer capítol l'11 de gener amb una quota del 16,9% i prop dels 3,2 milions d'espectadors, l'audiència no va acompanyar a la ficció i per tant, la temporada que compta amb 12 episodis, té una mitjana acumulada d'11,3% de share i 1.948.000 d'espectadors.

## Curiositats
Jeansy Auz va compondre la banda sonora de La fuga. Ccompta amb la col·laboració de la cantant i compositora madrilenya Mai Meneses, també coneguda com a Nena Daconte, que va ser l'encarregada de posar veu a la sintonia de la sèrie de Telecinco. Interpreta «Pero si tú no estás», el tema central de la banda sonora.
No havien passat ni deu minuts del començament del primer capítol de la sèrie, i el hashtag #lafuga es va convertir en el primer trending topic a Espanya. Amb una estrena tan brillant a la xarxa, no era estrany comprovar als poc minuts que la sèrie es colava també entre els temes més comentats a tot el món. A més, els usuaris de Twitter es rendien també als dos protagonistes de la sèrie, Aitor Luna i María Valverde.